# Christopher Greenup
Christopher Greenup, född 1750 i Virginia, död 27 april 1818 i Kentucky, var en amerikansk militär och politiker (demokrat-republikan). Han var ledamot av USA:s representanthus 1792–1797 och Kentuckys guvernör 1804–1808.
Greenup deltog i amerikanska revolutionskriget och befordrades till överste. År 1792 blev Kentucky USA:s 15:e delstat och Greenup tillträdde som ledamot av USA:s representanthus. Han satt kvar i kongressen fram till 3 mars 1797.
Greenup efterträdde 1804 James Garrard som Kentuckys guvernör och efterträddes 1812 av Charles Scott. Greenup avled 1818 och gravsattes på Frankfort Cemetery i Frankfort. Greenup County i Kentucky har fått sitt namn efter Christopher Greenup.